# Chyna
Chyna (ur. jako Joan Marie Laurer 27 grudnia 1969 w Rochester w stanie Nowy Jork, zm. 20 kwietnia 2016 w Redondo Beach w stanie Kalifornia) – amerykańska wrestlerka, kulturystka oraz aktorka telewizyjna i pornograficzna.
Rozpoczęła karierę wrestlerki w federacji World Wrestling Federation w 1997, gdzie występowała pod pseudonimem ringowym Chyna i była określana jako „Dziewiąty cud świata”. Była również założycielką ugrupowania D-Generation X, dwukrotną (i jedyną żeńską) posiadaczką WWF Intercontinental Championship oraz jednokrotną WWF Women’s Championship. Była pierwszą w historii uczestniczką Royal Rumble matchu oraz turnieju King of the Ring, a także pierwszą pretendentką do WWF Championship. Po opuszczeniu WWF w 2001, Chyna okazjonalnie występowała w New Japan Pro-Wrestling i Total Nonstop Action Wrestling.
Poza wrestlingiem, dwukrotnie pozowała w Playboyu, a także występowała epizodycznie w produkcjach telewizyjnych. Wystąpiła w sześciu produkcjach pornograficznych; zadebiutowała w 2004 w filmie „One Night in Chyna”, wraz z przyjacielem-wrestlerem Seanem Waltmanem.

## Kariera profesjonalnej wrestlerki

### Wczesna kariera (1995–1997)

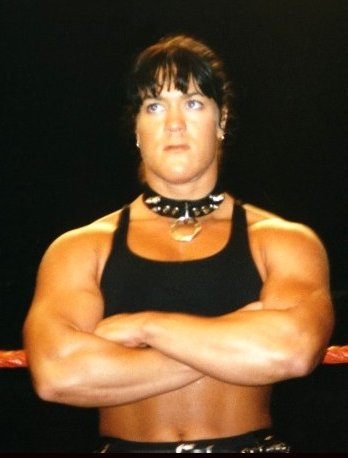
Chyna w 1997

Joanie Laurer była trenowana przez Władysława „Killera” Kowalskiego w jego szkółce wrestlingowej umiejscowionej w Malden w Massachusetts. W swojej pierwszej walce zawalczyła z mężczyzną przebranym za kobietę. Pracowała dla różnych federacji niezależnych jako Joanie Lee.
Laurer poznała Paula „Triple H’a” Levesque’a i Shawna Michaelsa po jednym z show w 1996. Po obejrzeniu kilku pojedynków z jej udziałem, Levesque i Michaels chcieli zatrudnić ją w WWF jako swoją ochroniarkę. Vince McMahon, właściciel WWF, na samym początku nie był do niej przekonany twierdząc, że widownia nie uwierzy, iż kobieta może być lepsza od mężczyzny w ringu. Czekając na decyzję McMahona, Laurer otrzymała propozycję od World Championship Wrestling (WCW), którego przedstawiciele chcieli, aby została jedyną kobiecą członkinią ugrupowania New World Order. Ta początkowo przyjęła ofertę, lecz ostatecznie została zatrudniona w WWF przez Shane’a McMahona.

### World Wrestling Federation

#### D-Generation X (1997–1999)
Laurer zadebiutowała w WWF jako Chyna, 16 lutego 1997 na gali In Your House 13: Final Four, podczas walki Huntera Hearst Helmsleya z Goldustem. Siedząca na widowni przy barierkach Chyna zaczęła dusić Marlenę, menedżerkę Goldusta. Jej pierwotnym wizerunkiem w federacji była ochroniarka Triple H’a, a później ugrupowania D-Generation X. Znana była z interweniowania w walkach i wykonywania low blowów (ciosów w krocze).
W styczniu 1999, Chyna wzięła udział w Royal Rumble matchu na gali Royal Rumble, stając się pierwszą kobietą w historii tego rodzaju starcia. Dzień później na tygodniówce Raw is War, Chyna przeszła na ciemną stronę zdradzając Triple H’a i sprzymierzając się z wrogimi mu Vince’em McMahonem i Kanem. Laurer połączyła siły z Kanem na gali St. Valentine’s Day Massacre: In Your House, i wspólnie z nim zawalczyła z X-Pacem i Triple H’em. Na WrestleManii XV, Chyna zaatakowała Kane’a podczas jego walki z Triple H’em. Jeszcze tej samej nocy, Chyna i Triple H odwrócili się od D-Generation X, pomagając Shane’owi McMahonowi wygrać walkę z X-Pacem. Duo stało się częścią stajni The Corporation, jak i późniejszego Corporate Ministry. Po rozwiązaniu obu grup, Chyna pozostała po stronie Triple H’a; ich współpraca dobiegła końca pod koniec 1999.

#### Intercontinental Champion (1999–2000)
W czerwcu 1999, Chyna stała się pierwszą kobietą, która zakwalifikowała się do turnieju King of the Ring. Później stała się również pierwszą żeńską pretendentką do WWF Championship, lecz utraciła tę pozycję na rzecz Mankinda. Niedługo potem, Chyna przeszła na dobrą stronę podczas długiej rywalizacji z Jeffem Jarrettem. Na gali Unforgiven odbyła z nim walkę o WWF Intercontinental Championship; nie udało jej się zdobyć tytułu. Otrzymała jednak walkę rewanżową i miesiąc później na gali No Mercy pokonała Jarretta o tytuł w „Good Housekeeping matchu”, stając się pierwszą i jedyną żeńską posiadaczką tego mistrzostwa. Zyskała sympatię Miss Kitty, która stała się jej menedżerką.
Po zdobyciu mistrzostwa, Chyna rozpoczęła nową rywalizację z Chrisem Jericho i pokonała go na gali Survivor Series. W grudniu przegrała z nim walkę o tytuł na gali Armageddon. Rywale zawalczyli ze sobą w kolejnym rewanżu, 30 grudnia na odcinku tygodniówki SmackDown!, który zakończył się podwójnym przypięciem. W rezultacie, Stephanie McMahon-Helmsley ogłosiła ich podwójnymi mistrzami. Na gali Royal Rumble, Jericho i Chyna bronili tytułu (każdy na własną rękę) przeciwko Hardcore Holly’emu w Triple Threat matchu; walkę wygrał Jericho i to on stał się niekwestionowanym mistrzem. Panowanie Chyny jako jednego z „podwójnych mistrzów” nie jest oficjalnie uznawane przez WWE.

#### Połączenie sił z Eddiem Guerrero i odejście z federacji (2000–2001)

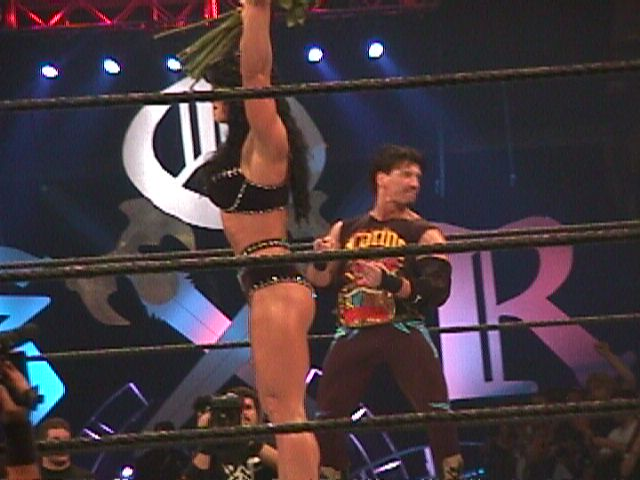
Chyna na gali King of the Ring z Eddiem Guerrero.

Niedługo po utracie Intercontinental Championship, Chyna stała się scenariuszową dziewczyną Eddiego Guerrero. Para zmierzyła się o Intercontinental Championship z Valem Venisem i Trish Stratus na SummerSlam; w wyniku starcia, Chyna stała się nową posiadaczką pasa mistrzowskiego. Dwa tygodnie później jednak utraciła tytuł na rzecz Guerrero w Triple Threat matchu z Kurtem Anglem. Chyna i Guerrero rozstali się w listopadzie 2000 roku.
W międzyczasie, Laurer zapozowała nago dla magazynu Playboy. Fakt ten został wykorzystany w scenariuszach WWF i doprowadził do debiutu grupy Right to Censor. Chyna rozpoczęła rywalizację z Ivory, członkinią Right to Censor. Kulminacją rywalizacji była walka zawodniczek o Women’s Championship na gali Royal Rumble w styczniu 2001. Podczas walki Chyna doznała kontuzji szyi. Powróciła na WrestleManii X-Seven i pokonała Ivory w walce o mistrzostwo. Pokonała Litę na gali Judgment Day i niedługo później zawiesiła pas mistrzowski.
30 listopada 2001, Laurer odeszła z WWF.

### New Japan Pro-Wrestling (2002)
Chyna zadebiutowała w New Japan Pro-Wrestling (NJPW) na gali New Japan Thirtieth Anniversary Show w 2002; była sędzią jednego z pojedynków gali. Jesienią odbyła kilka walk dla federacji. Jej ostatnim starciem w NJPW była walka drużynowa, w której wraz z Masahiro Chono pokonała Kazunariego Murakamiego i Makaia #2.

### Total Nonstop Action Wrestling (2011)
Chyna zadebiutowała w Total Nonstop Action Wrestling (TNA) 12 maja na odcinku Impact!. Została przedstawiona jako biznesowa wspólniczka Kurta Angle’a. Wzięła udział w Battle Royalu, z którego wyeliminowała rywala Angle’a, Jeffa Jarretta. Na gali SacrificeChyna i Angle pokonali Jeffa i Karen Jarrettów.

## Kariera aktorki pornograficznej
Laurer zadebiutowała w pornografii filmem 1 Night in Chyna, w którym wystąpiła wraz ze swoim przyjacielem Seanem Waltmanem. Film został opublikowany w 2004 i sprzedał się w nakładzie ponad 100 tys. sztuk. W 2009, Laurer wystąpiła w Another Night in Chyna, a w 2011 – w Backdoor to Chyna. Dwukrotnie wystąpiła też jako She-Hulk w parodiach The Avengers. Laurer była dwukrotną zdobywczynią nagród AVN; w 2006 otrzymała nagrodę za najlepiej sprzedający się tytuł roku (1 Night in Chyna), a w 2012 za najlepszy film z udziałem celebryty (Backdoor to Chyna).

### Filmy
| Rok  | Tytuł                       | Rola     |
| ---- | --------------------------- | -------- |
| 2004 | 1 Night in Chyna            | Ona sama |
| 2009 | Another Night in Chyna      | Ona sama |
| 2011 | Backdoor to Chyna           | Ona sama |
| 2012 | Chyna is Queen of the Ring  | Ona sama |
| 2012 | Avengers XXX: A Porn Parody | She-Hulk |
| 2013 | She-Hulk XXX: A Porn Parody | She-Hulk |

## Inne media

### Gry komputerowe
Chyna była jedną z grywalnych postaci w pięciu grach komputerowych:
- WWF Attitude, wydanej na Nintendo 64, PlayStation, Game Boy Color i Dreamcast w 1999
- WWF WrestleMania 2000, wydanej na Nintendo 64 w październiku 1999
- WWF SmackDown!, wydanej na PlayStation w marcu 2000
- WWF No Mercy, wydanej na Nintendo 64 w listopadzie 2000
- WWF SmackDown 2: Know Your Role, wydanej na PlayStation w listopadzie 2000

### Playboy
Laurer dwukrotnie zapozowała nago dla magazynów Playboya: w listopadzie 2000 i w 2002, tuż po jej odejściu z WWF. Wystąpiła też w filmie dokumentalnym Playboya – Joanie Lauren, Nude Wrestling Superstar.

### Literatura
W 2001, Laurer opublikowała swoją autobiografię, Chyna, The 9th Wonder of the World: If They Only Knew.

### Telewizja
| Rok  | Tytuł                           | Odcinek                                                                            | Rola            |
| ---- | ------------------------------- | ---------------------------------------------------------------------------------- | --------------- |
| 1996 | Niebieski Pacyfik               | „One Kiss Goodbye”                                                                 | Frank Finlay    |
| 1999 | The Martin Short Show           | #1.44                                                                              | Ona sama        |
| 2000 | Trzecia planeta od Słońca       | „The Big Giant Head Returns Again: Part 1 and 2” „This Little Dick Went to Market” | Janice          |
| 2000 | Niebieski Pacyfik               | „Kidnapped”                                                                        | Tonya Sweet     |
| 2000 | Mad TV                          | #6.5                                                                               | Ona sama        |
| 2000 | MTV Cribs                       | „Laurer, Tony Hawk, and Usher”                                                     | Ona sama        |
| 2001 | Zapasy na śmierć i życie        | „Where Is Einstein’s Brain?”                                                       | Ona sama        |
| 2001 | Tracker                         | „Pilot”                                                                            | Rhee            |
| 2001 | Nieustraszeni                   | „First Celebrity Fear Factor”                                                      | Ona sama        |
| 2002 | Tracker                         | „Remember When”                                                                    | Rhee            |
| 2002 | Sabrina, nastoletnia czarownica | „Driving Mr. Goodman”                                                              | Mary Jo Ponder  |
| 2002 | The Nick Cannon Show            | „Nick Takes Over Fitness”                                                          | Ona sama        |
| 2002 | Łowcy skarbów                   | „Antianeirai”                                                                      | Natasha Tripova |
| 2002 | Whose Line Is It Anyway?        | #5.8                                                                               | Ona sama        |
| 2002 | Celebrity Boxing 2              |                                                                                    | Ona sama        |
| 2002 | The Anna Nicole Show            | „The Anna Nicole Show Holiday Special”                                             | Ona sama        |
| 2005 | The Surreal Life                | Sezon 4                                                                            | Ona sama        |
| 2006 | My Fair Brady                   | „Love On the Rocks (Therapy Part 1)”                                               | Ona sama        |
| 2007 | The Surreal Life: Fame Games    | Cały sezon                                                                         | Ona sama        |
| 2008 | Celebrity Rehab with Dr. Drew   | Sezon 1                                                                            | Ona sama        |

### Film
| Rok  | Tytuł                                  | Rola                |
| ---- | -------------------------------------- | ------------------- |
| 1999 | Beyond the Mat                         | Ona sama            |
| 2000 | Chyna Fitness: More Than Meets the Eye | Ona sama            |
| 2001 | Alien Fury: Countdown to Invasion      | Ava Zurich          |
| 2001 | Przystanek miłość                      | Jedna z randek Roda |
| 2002 | Frank McKlusky, C.I.                   | Freeda              |
| 2002 | Joanie Laurer Warrior Princess         | Ona sama            |
| 2003 | Hunter: Back in Force                  | Brandy Rose         |
| 2003 | Romp                                   | Lulu                |
| 2005 | 101 Reasons Not to Be a Pro Wrestler   | Ona sama            |
| 2006 | Just Another Romantic Wrestling Comedy | Roxanne             |
| 2007 | Illegal Aliens                         | Rex                 |
| 2007 | Klub Dzikich Kotek                     | Teddy Archibald     |
| 2011 | Losing Control                         | Barb                |
| 2012 | A Night at the Silent Movie Theater    | Sexy Drummer        |
| 2013 | White T                                | Psychic             |

## Życie prywatne
Laurer ukończyła studia na University of Tampa.
W latach 1996–2000, Laurer spotykała się z wrestlerem Paulem „Triple H’em” Levesquem. W 2003 związała się z Seanem Waltmanem. Para zaręczyła się, po czym rozeszła, a następnie ponownie zaręczyła. W styczniu 2005, Laurer została aresztowana za stosowanie przemocy domowej wobec Waltmana.
W listopadzie 2007, Laurer oficjalnie zmieniła swoje imię i nazwisko na „Chyna”.
Laurer była uzależniona od narkotyków (kokainy) i alkoholu. W styczniu 2005, Sean Waltman wyznał, że Laurer walczy nie tylko z używkami, lecz również z chorobą psychiczną. W programie „The Surreal Life” wyznała, że próbowała popełnić samobójstwo. Miała złe stosunki z członkami jej rodziny; pogodziła się z matką w lutym 2015.
Podczas pobytu w Japonii, Laurer uczyła języka angielskiego w szkołach i nawróciła się na mormonizm.

### Śmierć
20 kwietnia 2016, w domu Laurer w Redondo Beach w Kalifornii znaleziono jej martwe ciało. W chwili śmierci miała 46 lat. Brała leki na nerwicę lękową i bezsenność. Przyczyną jej śmierci było przypadkowe przedawkowanie przepisanych leków.

## Styl walki
- Finishery
  - DDT[48]
  - Gorilla Press Slam[48]

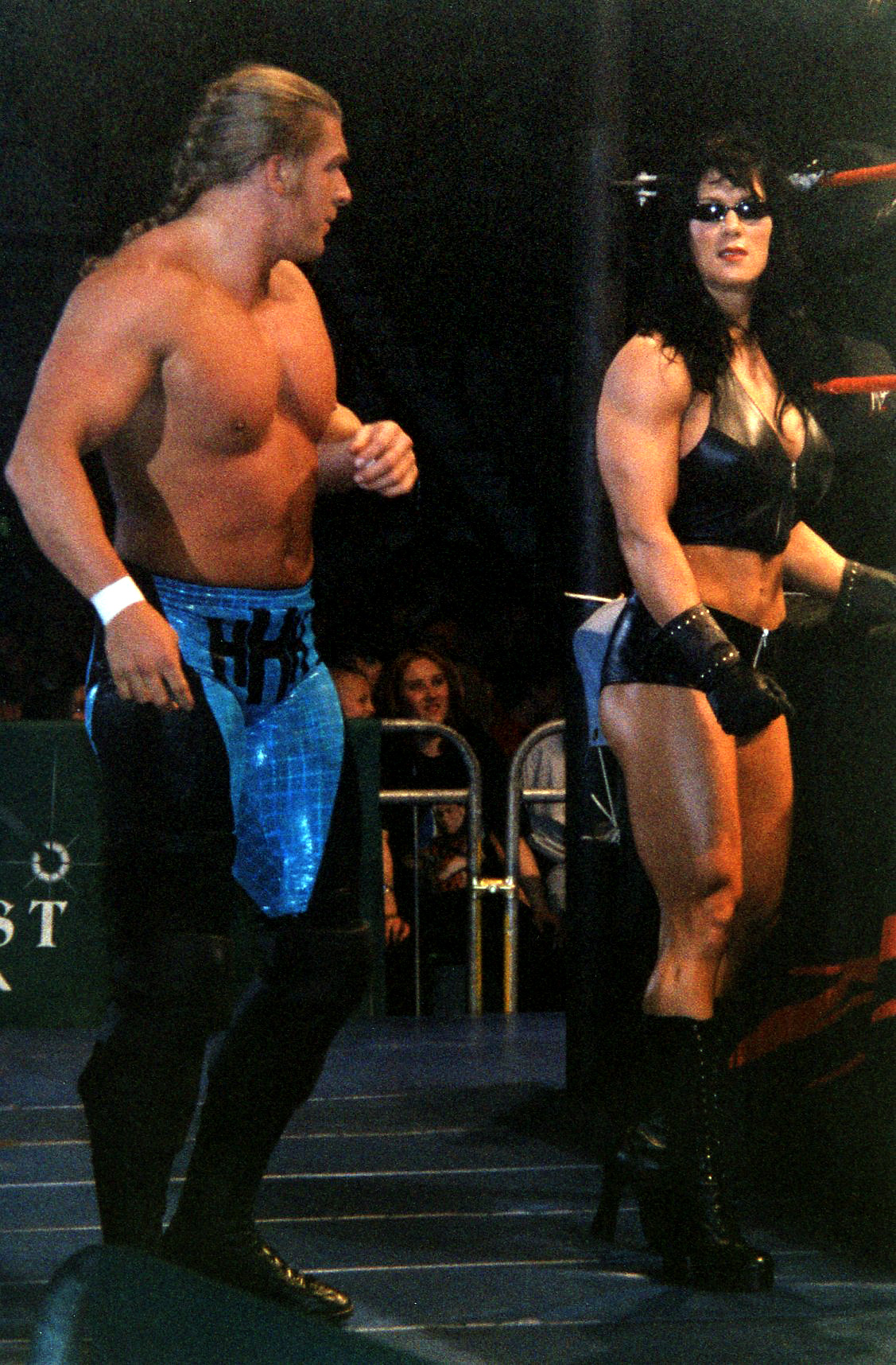
Triple H i Chyna w 1999

  - Pedigree (Double underhook facebuster)[49]
  - Powerbomb[50]
  - Sleeper slam[51]
- Inne ruchy
  - Handspring back elbow[48]
  - Jawbreaker[48]
  - Low blow[48]
- Wrestlerzy menedżerowani
  - Triple H[52]
  - Billy Gunn[52]
  - The Corporation[53]
  - D-Generation X[53]
  - Eddie Guerrero[52]
  - Chris Jericho[52]
  - Kane[52]
  - Shawn Michaels[52]
- Menedżerzy
  - Miss Kitty[52]
- Przydomki
  - „The Ninth Wonder of the World”[49]
  - „Mamacita” (jako managerka Eddiego Guerrero)
- Motywy muzyczne
  - „Break it Down” od The DX Band (WWF, jako członkini D-Generation X)[54]
  - „No Chance in Hell” od Jima Johnstona (WWF, jako członkini The Corporation)[55]
  - „My Time” od The DX Band (WWF, jako managerka Triple H’a)[55]
  - „Latino Heat” od Jima Johnstona (WWF, jako managerka Eddiego Guerrero)[56]
  - „Who I Am” od Jima Johnstona (WWF, 1999–2001)[54]
  - „Hell on Heels” od Dale’a Olivera (TNA)[57]

## Mistrzostwa i osiągnięcia
- International Wrestling Federation
  - IWF Women’s Championship (1 raz)[58]
- Ladies International Wrestling Association
  - Rookie of the Year (1998)
- Professional Girl Wrestling Association
  - Rookie of the Year (1996)[58]
- Pro Wrestling Illustrated
  - PWI umieściło ją na 106. miejscu PWI 500 w 2000[59]
- World Wrestling Federation
  - WWF Intercontinental Championship (3 razy) (WWE/F rozpoznaje tylko 2 panowania Chyny – patrz rozdział Intercontinental Champion (1999–2000))[60]
  - WWF Women’s Championship (1 raz)[60]